# 열 설계 전력
열 설계 전력(Thermal Design Power, TDP)은 컴퓨터 속의 열이 빠져나오는 데 필요한 시스템 냉각의 최대 전력을 나타낸다. 곧, 모든 회로가 동작하는 동안에 어느 정도의 열이 최대한 나오는지를 나타내는 성능 지표이다. 예를 들어, 노트북 컴퓨터의 CPU 냉각 시스템은 20 와트의 열 설계 전력으로 설계되어 있다고 하면, 이때에는 칩의 최대 접합 온도를 초과하지 않은 채 20 와트의 열을 방출할 수 있다.
일부 출처에 따르면 마이크로프로세서의 최대 전력량은 일반적으로 TDP 등급의 1.5배가 된다. 그러나 TDP는 통상적인 수치일 뿐이며, 측정 방식은 논란의 여지가 있다. 특히, 2006년까지 AMD는 프로세서가 최대한 끌어쓸 수 있는 전력을 TDP로 보고하곤 했지만, 인텔은 콘로 계열의 프로세서를 선보이면서 이 관습을 바꾸었다.
집적회로의 집적도는 커지고, 크기는 작아지게 되면서, 발열 또한 많아지게 된다. 이에 따라 집적회로 자체의 열로 인해 회로가 파괴될 수 있으므로, 효과적인 방열법이 요구되고 있으며 전력효율의 필요성이 점점 중요해지고 있다.

## 계산
| ACP   | TDP   |
| ----- | ----- |
| 40 W  | 60 W  |
| 55 W  | 79 W  |
| 75 W  | 115 W |
| 105 W | 137 W |

평균 CPU 전력(average CPU power, ACP)은 AMD 10h 마이크로아키텍처(Opteron 8300) 기반 프로세서 라인에 사용하기 위해 AMD(어드밴스트 마이크로 디바이시스)가 정의한 대로 "평균" 일일 사용량 하에서 중앙 처리 장치, 특히 서버 프로세서의 전력 소비이다. 펜티엄 및 코어 2 프로세서에 사용되는 인텔의 TDP(열 설계 전력)는 높은 작업 부하에서 에너지 소비를 측정한다. 이는 동일한 프로세서의 "평균" ACP 등급보다 수치적으로 다소 높다.
AMD에 따르면 ACP 등급에는 TPC-C, SPECcpu2006, SPECjbb2005 및 STREAM 벤치마크(메모리 대역폭)를 포함한 여러 벤치마크를 실행할 때의 전력 소비가 포함된다. AMD는 이것이 데이터 센터 및 서버 집약적인 워크로드에 대한 전력 소비를 측정하는 적절한 방법이라고 말했다. AMD는 프로세서의 ACP와 TDP 값이 모두 명시될 것이며 서로를 대체하지 않는다고 말했다. 바르셀로나 및 이후 서버 프로세서에는 두 가지 전력 수치가 있다.
경우에 따라 CPU의 TDP가 과소평가되어 특정 실제 응용 프로그램(일반적으로 비디오 인코딩이나 게임과 같이 힘든 작업)으로 인해 CPU가 지정된 TDP를 초과하고 컴퓨터 냉각 시스템에 과부하가 발생하게 된다. 이 경우 CPU는 시스템 오류("열 트립")를 일으키거나 속도를 제한한다. 대부분의 최신 프로세서는 팬이 더 이상 작동하지 않거나 방열판이 잘못 장착되는 등 심각한 냉각 오류가 발생한 경우에만 열 트립(therm-trip)을 발생시킨다.
예를 들어, 노트북의 CPU 냉각 시스템은 20W TDP용으로 설계될 수 있다. 이는 노트북 CPU의 최대 접합 온도를 초과하지 않고 최대 20와트의 열을 방출할 수 있음을 의미한다. 냉각 시스템은 팬이 있는 방열판과 같은 능동 냉각 방법(예: 강제 대류와 결합된 전도) 또는 두 가지 수동 냉각 방법(열 복사 또는 전도)을 사용하여 이를 수행할 수 있다. 일반적으로 이러한 방법을 조합하여 사용한다.
안전 마진과 실제 애플리케이션을 구성하는 요소에 대한 정의는 제조업체마다 다르기 때문에 제조업체마다 TDP 값을 정확하게 비교할 수 없다. 해당 TDP의 일부이며 동일한 제조업체의 TDP가 낮은 프로세서보다 클 가능성이 높지만 TDP가 90W와 같이 지나치게 낮지 않은 다른 제조업체의 프로세서보다 더 많은 전력을 사용할 수도 있고 사용하지 않을 수도 있다. 또한 TDP는 프로세서 제품군에 대해 지정되는 경우가 많으며 저가형 모델은 일반적으로 제품군의 고급형 모델보다 훨씬 적은 전력을 사용한다.
2006년경까지 AMD는 프로세서의 최대 전력 소비량을 TDP로 보고했다. 인텔은 콘로 프로세서 제품군을 출시하면서 이러한 관행을 바꾸었다. 인텔은 칩이 지속적인 부하를 받는 동안 컴퓨터 팬과 방열판이 소비할 수 있어야 하는 전력량에 따라 특정 칩의 TDP를 계산한다. 실제 전력 사용량은 TDP보다 높거나 (훨씬) 낮을 수 있지만, 이 수치는 해당 제품의 냉각 솔루션을 설계하는 엔지니어에게 지침을 제공하기 위한 것이다. 특히 인텔의 측정에서는 기본 시간 제한으로 인해 인텔 터보 부스트를 완전히 고려하지 않는 반면, AMD는 AMD 터보 코어가 항상 최대 전력을 추구하기 때문에 이를 고려한다.

## 같이 보기
- 소비 전력